# 394年
| 千纪： | 1千纪 |
| 世纪： | 3世纪 \| 4世纪 \| 5世纪 |
| 年代： | 360年代 \| 370年代 \| 380年代 \| 390年代 \| 400年代 \| 410年代 \| 420年代 |
| 年份： | 389年 \| 390年 \| 391年 \| 392年 \| 393年 \| 394年 \| 395年 \| 396年 \| 397年 \| 398年 \| 399年                                                                                    |
| 纪年： | 甲午年（马年）；东晋太元十九年；前秦太初九年，延初元年；后燕建興九年；后秦建初九年，皇初元年；西燕中興九年；西秦太初七年；北魏登国九年；后凉麟嘉六年；窦冲元光二年；高句丽永乐四年 |

## 大事记
- 中国
  - 後秦姚興聯合西秦乞伏乾歸滅前秦。
  - 後燕滅西燕之戰，四月至五月後燕慕容垂在台壁之戰取得關鍵性勝利，六月乘勝進圍長子，八月西燕皇帝慕容永分別向東晉與北魏求援，但未及等到援兵都城即失陷，後燕殺死西燕國主慕容永及其公卿大將三十多人，西燕亡。
  - 後燕南侵，攻掠廩丘，高平太守徐含遠告急，劉牢之因不能救援而被指畏懦，遭免官。
- 羅馬帝國
  - 狄奧多西一世废除奥运会。
  - 東羅馬帝國皇帝狄奧多西一世和西部帝國僭位者尤吉尼厄斯爆發冷河戰役，狄奧多西一世統一羅馬帝國。

## 逝世
- 姚苌（330年出生，64岁）
- 苻登（343年出生，51岁），十六国前秦皇帝，苻堅族孫，建節將軍苻敞之子。
- 苻崇），十六国前秦末主。
- 慕容永，十六國西燕國主。